# Ganda Suli
Ganda Suli is een bestuurslaag in het regentschap Kaur van de provincie Bengkulu, Indonesië. Ganda Suli telt 447 inwoners (volkstelling 2010).